# دانشگاه بازرگانی ناینرود
دانشگاه بازرگانی ناینرود (به هلندی: Nyenrode Business Universiteit) یک دانشگاه در هلند است که در استیختسه فخت واقع شده‌است.